# Lago Horseshoe

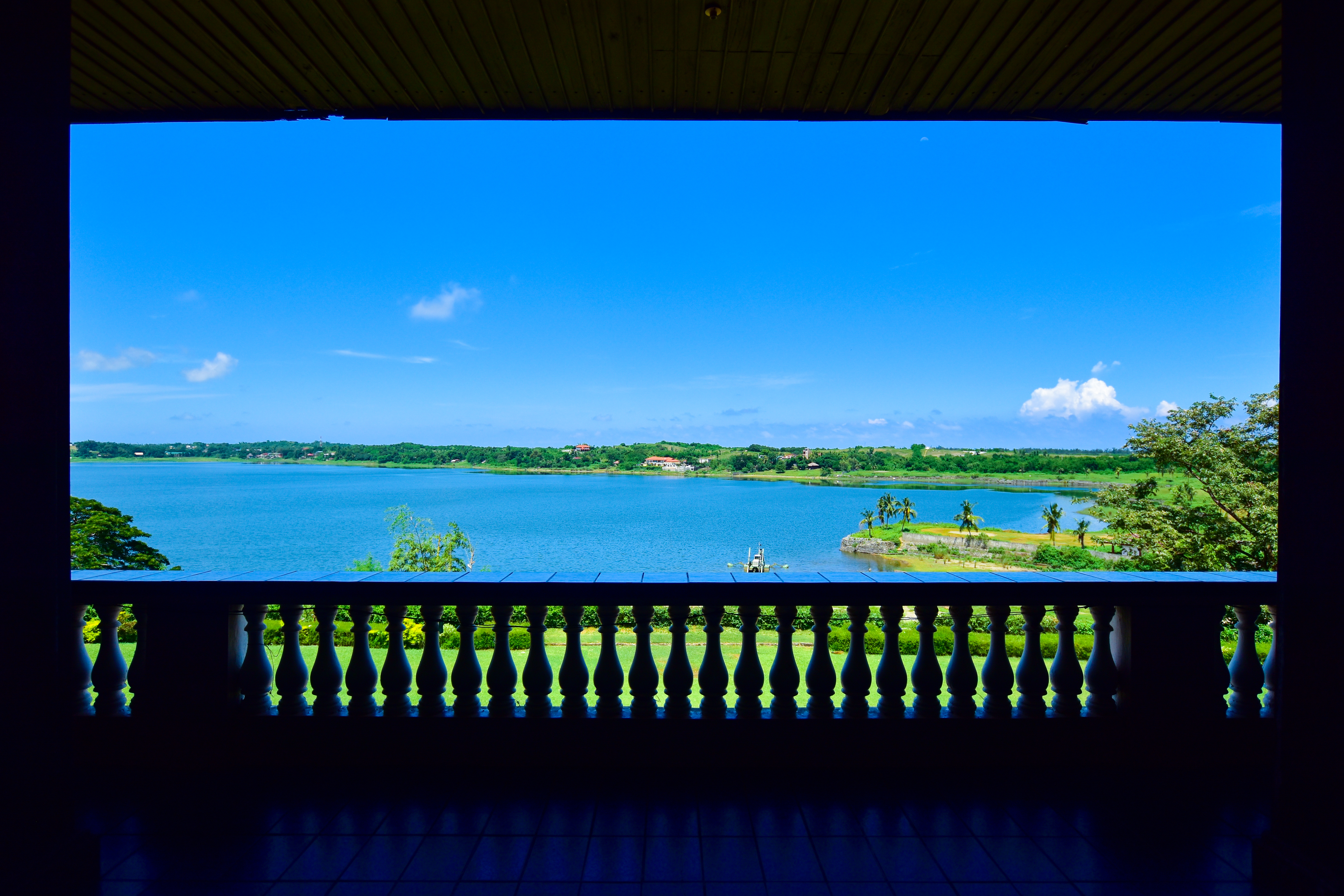
Lago Horseshoe.

El lago Horseshoe  es un lago estadounidense situado  en el condado de Shasta , en el norte de California. El lago se encuentra dentro del Parque nacional volcánico Lassen, a una altitud de 1994 metros. El agua del lago Horseshoe Lake drena el Lago Snag  a través de Grassy Creek.Solo se puede acceder al lago por la ruta de senderismo.